# افرای زیبا
افرای زیبا (نام علمی: Acer elegantulum) نام یک گونه از سرده افرا است.